# Министерство по чрезвычайным ситуациям Казахстана

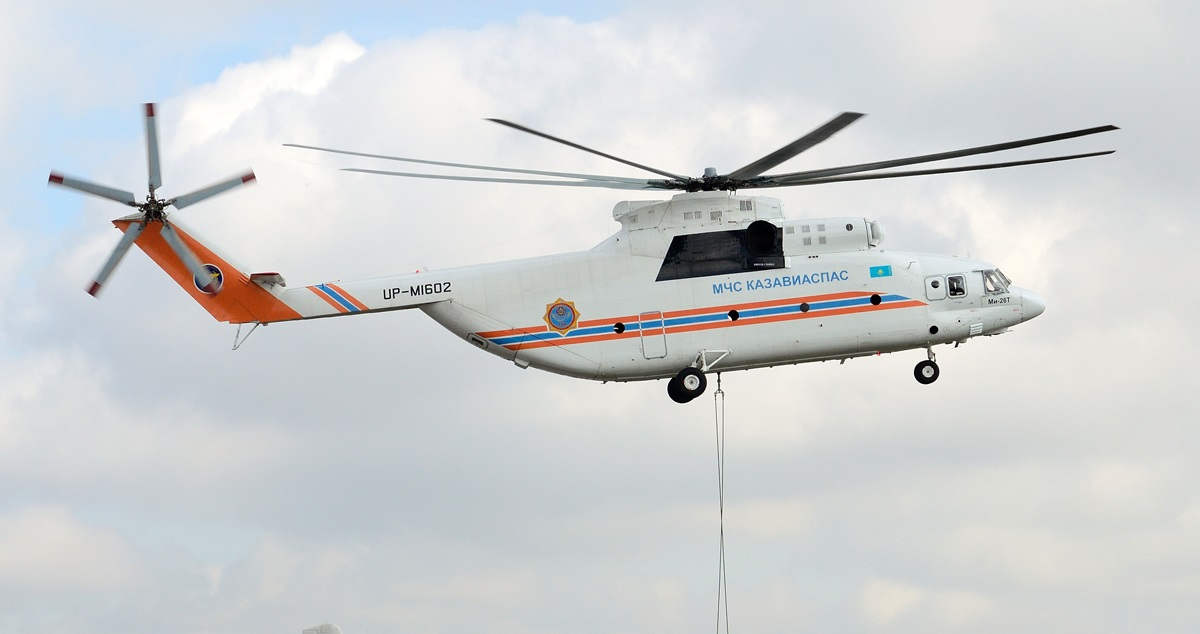
Ми-26Т МЧС Казахстана во время учений

Министерство по чрезвычайным ситуациям Республики Казахстан (каз. Қазақстан Республикасы Төтенше жағдайлар министрлігі) — центральный исполнительный орган, осуществляющий формирование государственной политики в области предупреждения и ликвидации чрезвычайных ситуаций природного и техногенного характера, гражданской обороны, межотраслевой координации в области пожарной и промышленной безопасности, формирования и развития государственного материального резерва, обеспечения функционирования и дальнейшего развития государственной системы предупреждения и ликвидации чрезвычайных ситуаций, организации предупреждения и тушения пожаров.

## Структура
Комитеты, входившие в состав министерства:
- Комитет противопожарной службы МЧС РК
- Комитет по государственным материальным резервам МЧС РК
- Комитет промышленной безопасности МЧС РК[2]
- Комитет по гражданской обороне и воинским частям

Территориальные органы
Департаменты по ЧС областей, городов республиканского значения, столицы
Служба пожаротушения и аварийно-спасательных работ ДЧС городов республиканского значения, столицы
Департаменты промышленной безопасности областей, городов республиканского значения, столицы
Подведомственные государственные учреждения МЧС РК:
- Воинские части МЧС
- Академия гражданской защиты МЧС РК им М. Габдуллина
- Государственное учреждение «Республиканский оперативно-спасательный отряд»
- Государственное учреждение «Казселезащита»
- ГУ «Центр медицины катастроф»

Подведомственные организации
Акционерное общество «Казавиаспас»
АО «Национальный центр научных исследований, подготовки и обучения в сфере гражданской защиты»
РГП на ПХВ "Резерв"
ТОО "Институт сейсмологии"
ТОО "Сейсмологическая опытно-методическая экспедиция"

## История
Со дня получения независимости Казахстаном данное ведомство меняло свой статус.
6 августа 2014 года — министерство упразднено, полномочия переданы в Министерство внутренних дел Республики Казахстан, за исключением вопросов материального резерва и промышленной безопасности.
Указом Президента Республики Казахстан от 9 сентября 2020 года № 408 «Об образовании Министерства по чрезвычайным ситуациям Республики Казахстан» органы по чрезвычайным ситуациям вновь выделены в отдельное ведомство в правительстве Республики Казахстан.

## Техника и авиация
| Eurocopter EC145                 |  | Казахстан | многоцелевой вертолёт                                    |   | Собираются в Казахстане |
| Ми-26                            |  | СССР      | тяжелый транспортный вертолёт                            |   | |
| Ми-8АМТ                          |  | Казахстан | тяжелый транспортный вертолёт                            |   | |
| Ми-171                           |  | Казахстан | транспортный вертолёт                                    |   | |
| Ка-32А11ВС                       |  | Россия    | транспортный вертолёт                                    | 2 | |
| Самолёты                         |  |           |                                                          |   | |
| ИЛ-76                            |  | СССР      | административный самолёт                                 |   | |
| Ан-12                            |  | СССР      | транспортный самолёт                                     |   | |
| Ту-154M                          |  | СССР      | административный самолёт                                 |   | |
| Спецмашины                       |  |           |                                                          |   | |
| Алан 2                           |  | Казахстан | Машина радиационной, химической и биологической разведки |   | Комплексы радиационной, химической и биологической разведки на базе бронированной колесной машины (БКМ) "Алан-2" пополнят парк специально-спасательных машин воинских частей МЧС. |
| Беспилотные летательные аппараты |  |           |                                                          |   | |

## Руководство
| №  | Ф.И.О.                        | Дата начала и окончания работы на посту | Название должности |
| -- | ----------------------------- | --------------------------------------- | --- |
| 1  | Макиевский Николай Михайлович | 1990 — 1997                             | Председатель Государственной комиссии Республики Казахстан по чрезвычайным ситуациям Председатель Государственного комитета по чрезвычайным ситуациям Республики Казахстан |
| 2  | Шалбай Кулмаханов             | 1997 — 2001                             | Председатель Комитета по чрезвычайным ситуациям Республики Казахстан Председатель Агентства по чрезвычайным ситуациям Республики Казахстан                                 |
| 3  | Заманбек Нуркадилов           | 2001 — 13 марта 2004                    | Председатель Агентства по чрезвычайным ситуациям Республики Казахстан |
| 4  | Нурахмет Бижанов              | 13 марта 2004 — 30 сентября 2004        | Председатель Агентства по чрезвычайным ситуациям Республики Казахстан |
| 5  | Мухамбет Копеев               | 30 сентября 2004 — 11 августа 2005      | Министр по чрезвычайным ситуациям Республики Казахстан |
| 6  | Шалбай Кулмаханов             | 11 августа 2005 — 11 января 2007        | Министр по чрезвычайным ситуациям Республики Казахстан |
| 7  | Виктор Храпунов               | 11 января 2007 — 1 ноября 2007          | Министр по чрезвычайным ситуациям Республики Казахстан |
| 8  | Владимир Божко                | 13 ноября 2007 — 6 августа 2014         | Министр по чрезвычайным ситуациям Республики Казахстан |
| 9  | Владимир Беккер               | 2014—2020                               | Председатель Комитета по чрезвычайным ситуациям МВД Республики Казахстан                                                                                                   |
| 10 | Юрий Ильин                    | 11 сентября 2020 — 10 июня 2023         | Министр по чрезвычайным ситуациям Республики Казахстан |
| 11 | Сырым Шарипханов              | 10 июня 2023 — 6 февраля 2024           | Министр по чрезвычайным ситуациям Республики Казахстан |
| 12 | Чингис Аринов                 | 6 февраля 2024 — по настоящее время     | Министр по чрезвычайным ситуациям Республики Казахстан |

## Ведомственные награды
В соответствии с Указом Президента Республики Казахстан от 30 сентября 2011 года № 155 «О вопросах государственных символов и геральдики ведомственных и иных, приравненных к ним, наград некоторых государственных органов, непосредственно подчинённых и подотчётных Президенту Республики Казахстан, Конституционного Совета Республики Казахстан, правоохранительных органов, судов, Вооружённых Сил, других войск и воинских формирований» ведомственные наградами комитета по чрезвычайным ситуациям министерства внутренних дел Республики Казахстан считаются:
- Медали:
  - «Өртте көрсеткен қайсарлығы үшін» (За отвагу на пожаре);
  - «Мінсіз қызметі үшін» (За безупречную службу) I, ІІ, III степеней;
  - «Суға батқандарды құтқарғаны үшін» (За спасение утопающих);
  - «Төтенше жағдайлардың алдын алуда және жоюда үздік шыққаны үшін» (За отличие в предупреждении и ликвидации чрезвычайных ситуаций).
- Нагрудные знаки:
  - «Азаматтық қорғау органдарының құрметті қызметкері» (Почётный сотрудник органов гражданской защиты);
  - «Азаматтық қорғау жүйесін дамытуға қосқан үлесі үшін» (За вклад в развитие системы гражданской защиты);
  - «Үздік өрт сөндіруші-құтқарушы» (Лучший пожарный-спасатель);
  - «Үздік құтқарушы-жауынгер» (Лучший воин-спасатель);
  - «Құтқару операцияларына белсенді қатысқаны үшін» (За активное участие в спасательных операциях);
  - «Төтенше жағдайдағы ерлігі үшін» (За героизм в чрезвычайных ситуациях);
  - «Құтқарушы» (Спасатель) I, II, III степеней;
  - «Халықаралық дәрежелі құтқарушы» (Спасатель международного класса).

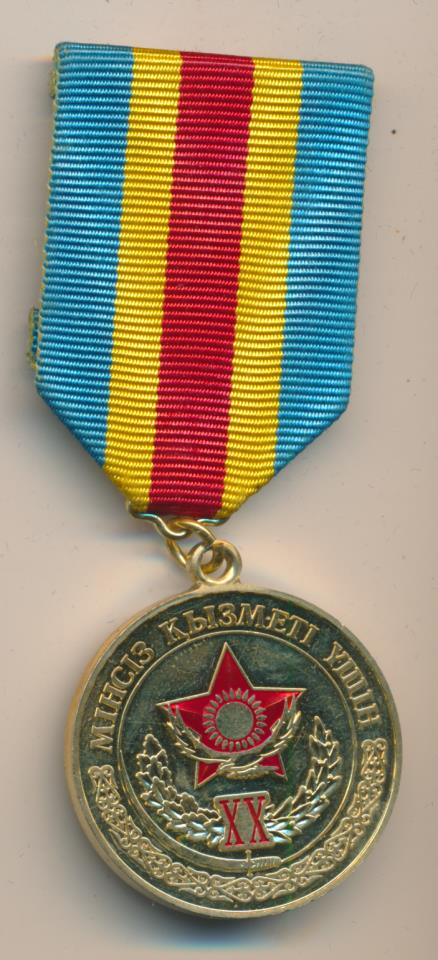
Медаль «За безупречную службу» 1 степени
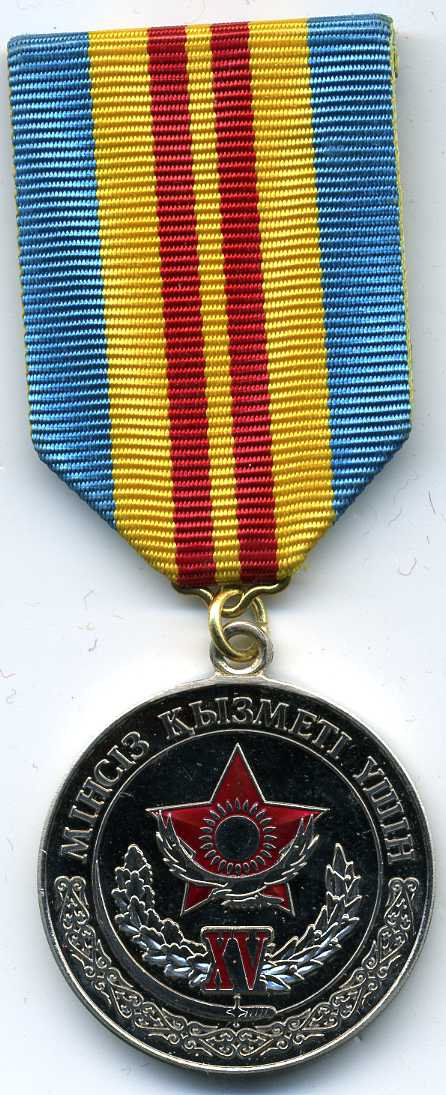
Медаль «За безупречную службу» 2 степени
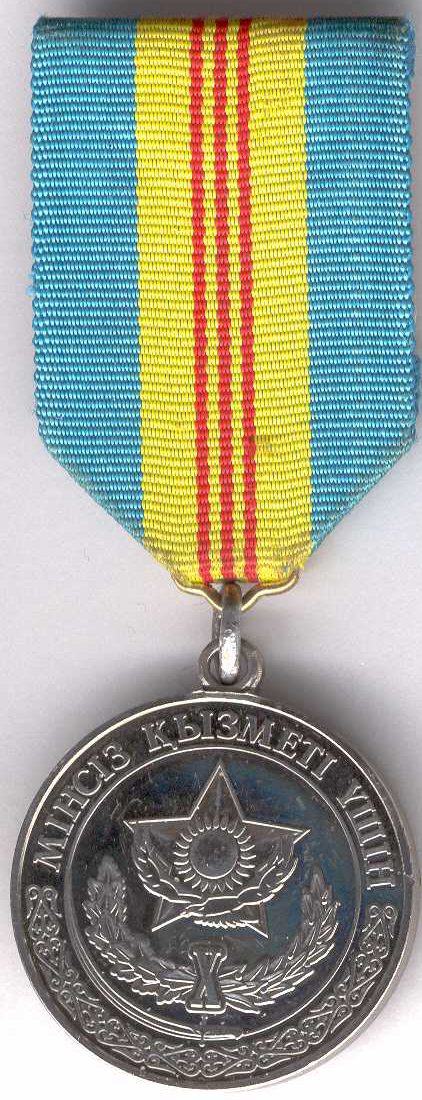
Медаль «За безупречную службу» 3 степени
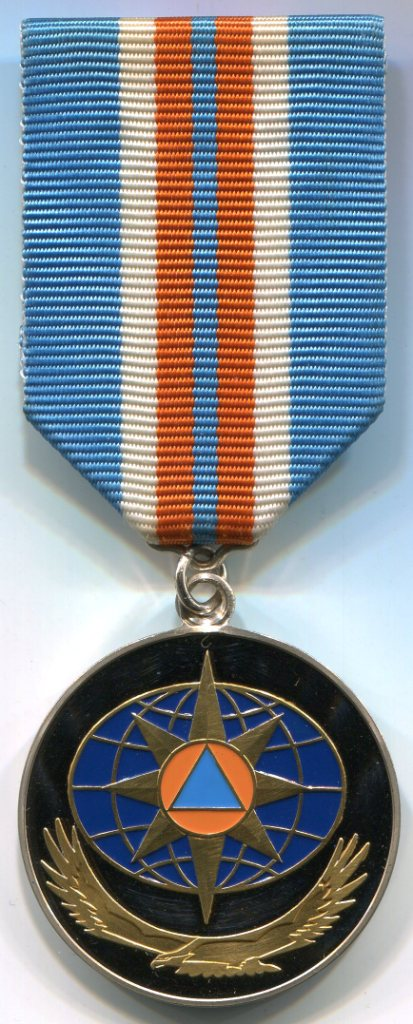
Медаль «За отличие в предупреждении и ликвидации чрезвычайных ситуаций»
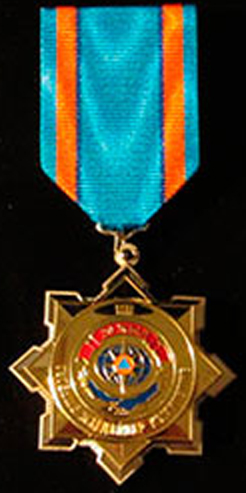
Юбилейная медаль «20 лет КЧС МВД РК»
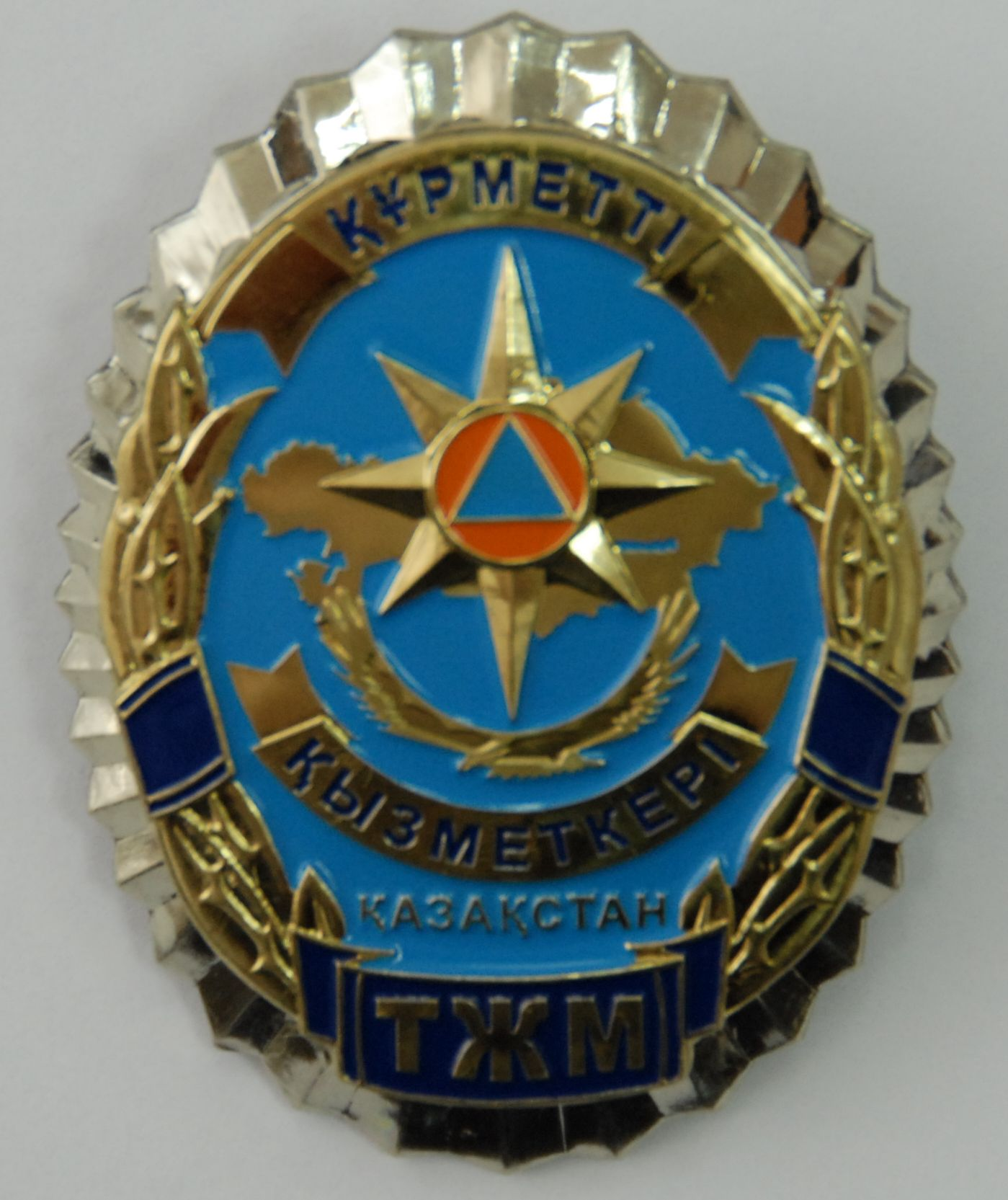
Нагрудный знак «Почётный сотрудник органов гражданской защиты»
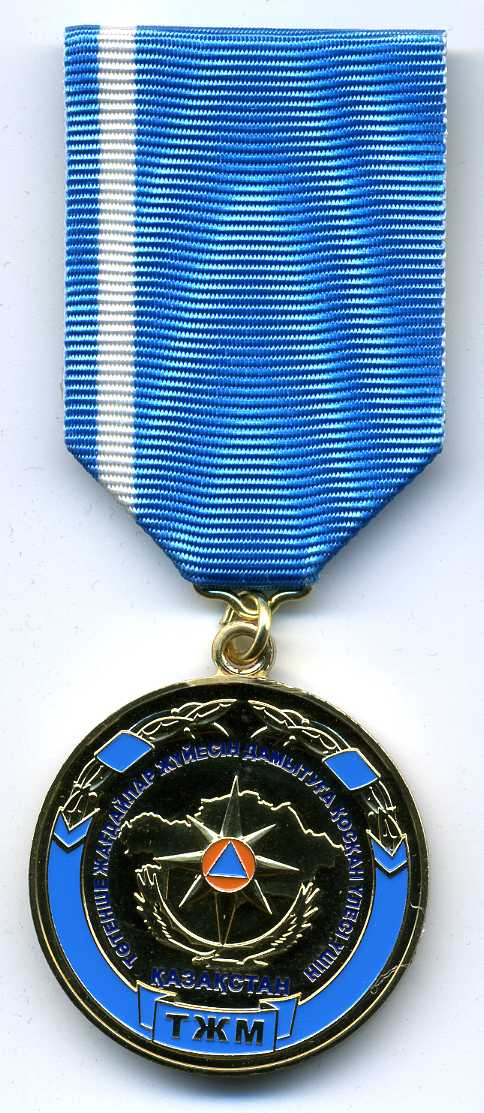
Нагрудный знак «За вклад в развитие системы гражданской защиты»
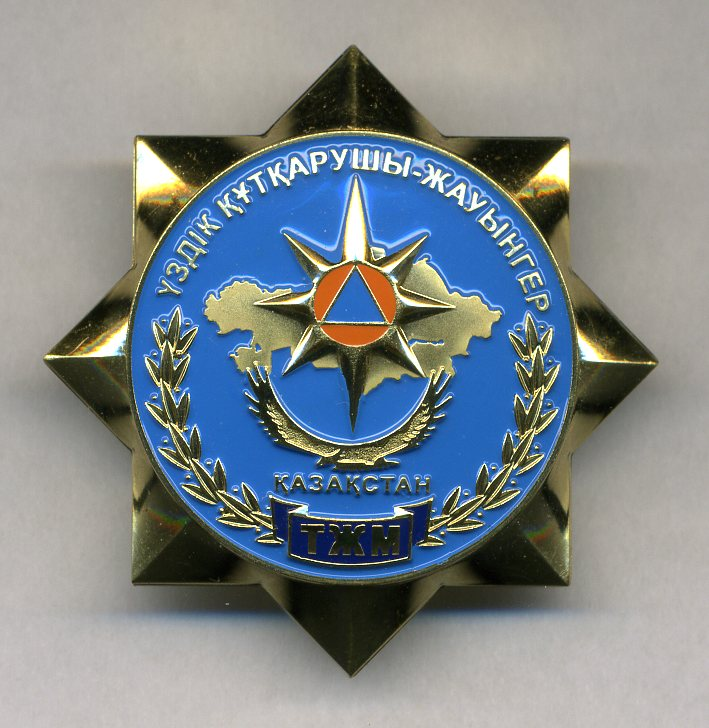
Нагрудный знак «Лучший воин-спасатель»
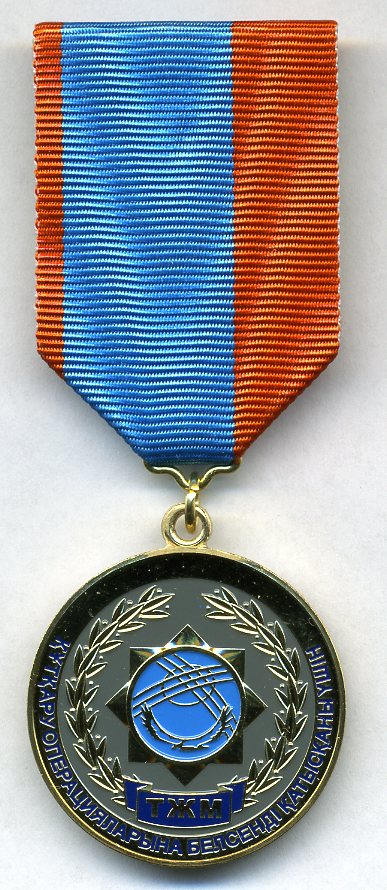
Нагрудный знак «За активное участие в спасательных операциях»
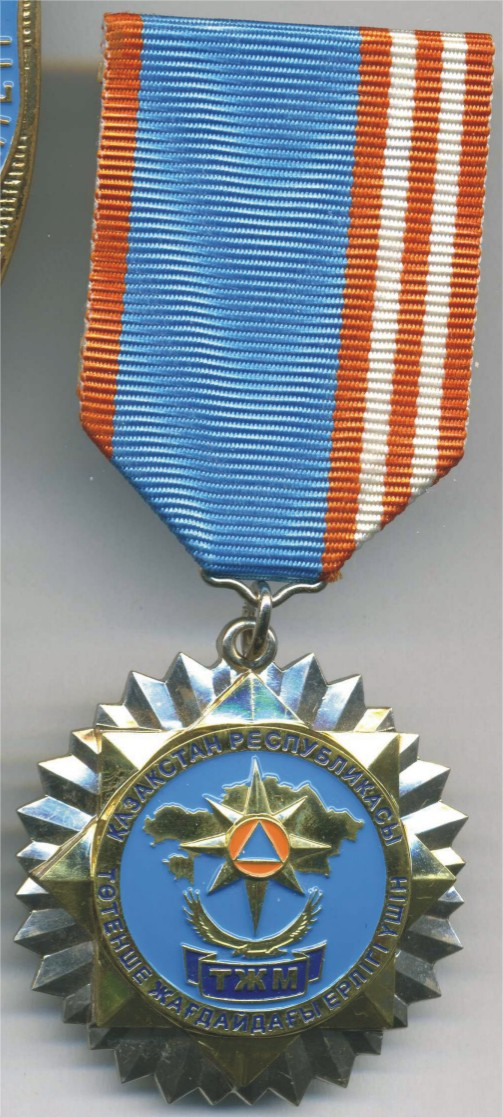
Нагрудный знак «За героизм в чрезвычайных ситуациях»
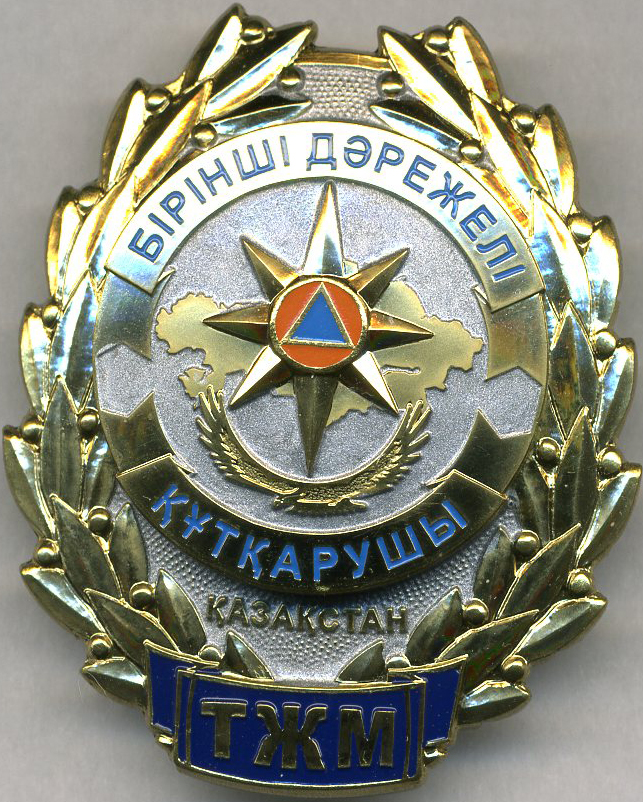
Нагрудный знак «Спасатель» 1 степени
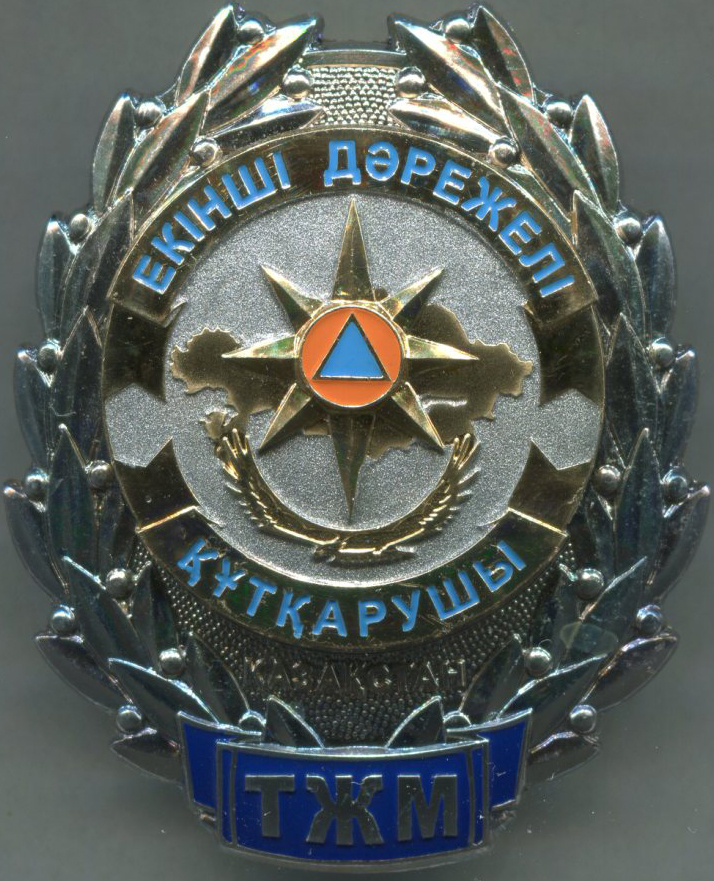
Нагрудный знак «Спасатель» 2 степени
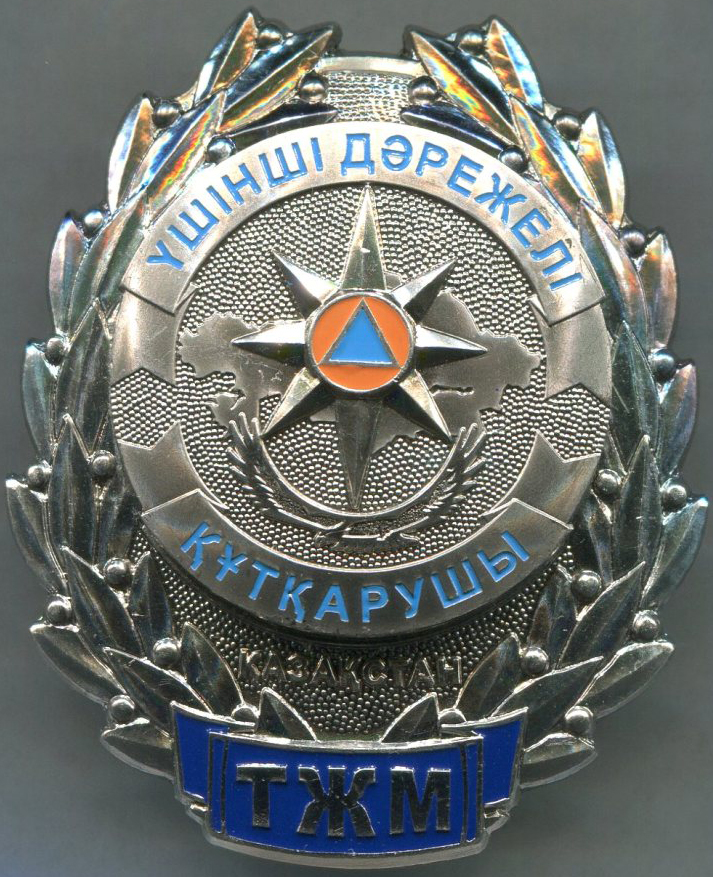
Нагрудный знак «Спасатель» 3 степени
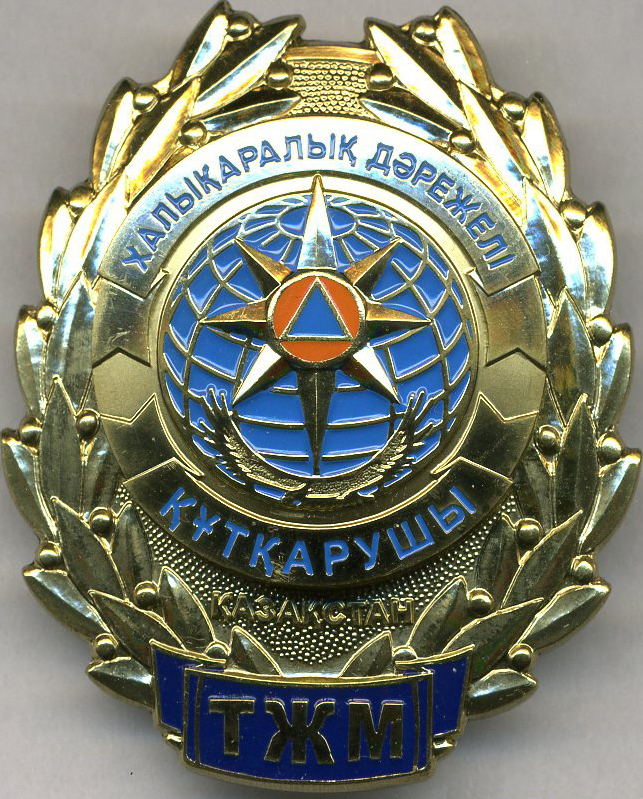
Нагрудный знак «Спасатель международного класса»

## ВУЗЫ
| №  | Название | область, город                     | адрес                | дата основания | прежние названия |
| -- | --- | ---------------------------------- | -------------------- | -------------- | --- |
| 1. | Академия гражданской защиты имени Малика Габдуллина Министерства по чрезвычайным ситуациям Республики Казахстан | Акмолинская область город Кокшетау | улица Акана-Сері 136 | 1997 год       | Кокшетауское высшее училище противопожарных и аварийно-спасательных работ (1997—1998), Кокшетауский технический институт (1998—2021), Академия гражданской защиты имени Малика Габдуллина (с 2021 по настоящее время). |